# Okręg wyborczy Hertford and Stevenage
Okręg wyborczy Hertford and Stevenage powstał w 1974 r. i wysyłał do brytyjskiej Izby Gmin jednego deputowanego. Okręg obejmował miasto Hertford oraz okolice. Został zlikwidowany w 1983 r.

## Deputowani do brytyjskiej Izby Gmin z okręgu Hertford and Stevenage
- 1974–1979: Shirley Williams, Partia Pracy
- 1979–1983: Bowen Wells, Partia Konserwatywna